# Departamento de Toay
Departamento de Toay är en kommun i Argentina.   Den ligger i provinsen La Pampa, i den centrala delen av landet, 600 km väster om huvudstaden Buenos Aires.
Omgivningarna runt Departamento de Toay är i huvudsak ett öppet busklandskap. Runt Departamento de Toay är det mycket glesbefolkat, med 2 invånare per kvadratkilometer.